# 中村佐一
中村 佐一（なかむら さいち、1891年（明治24年）2月6日 - 1978年（昭和53年）6月18日）は経済学者。専門は金融論。 

## 経歴
長野県上水内郡柏原村（現信濃町）生まれ。旧制海城中学（現・海城高等学校）を経て、1923年早稲田大学政治経済学部卒業。1942年、経済学博士（早稲田大学）。1949年から1956年まで早稲田大学政治経済学部長を務める。その後大東文化大学教授を経て、1965年に富士短期大学第三代学長に就任し1972年まで務めた。1978年、埼玉県で死去（享年87歳）。1970年勲三等瑞宝章受勲。

## 著書

### 単著
- 『貨幣の原理』巌松堂、1942年6月。
- 『大東亜共栄圏の貨幣金融問題』府立東京商工奨励館〈資料叢書 第55〉、1942年11月。
- 『経済学概論』経済新誌社、1947年9月。
- 『銀行論』早稲田大学出版部、1948年1月。
- 『貨幣論』早稲田大学出版部、1949年4月。
- 『貨幣と金融』中教出版〈100ページシリーズ〉、1951年6月。
- 『人間としておもう 随想と短歌』早稲田大学出版部、1952年1月。
- 『経済学要論』前野書店、1954年10月。
- 『経済学要論』早稲田大学出版部、1955年5月。
- 『貨幣と景気の経済学』早稲田大学出版部、1956年5月。

### 編著
- 『戦力と厚生 林癸未夫博士還暦記念論文集』文松堂出版、1945年2月。

## 参考
- 『昭和物故人名録 昭和元年〜54年』日外アソシエーツ

| 学職                                 | 学職                                    | 学職                                 |
| ------------------------------------ | --------------------------------------- | ------------------------------------ |
| 先代 小松武治 第2代：1959年 - 1965年 | 富士短期大学学長 第3代：1965年 - 1972年 | 次代 酒枝義旗 第4代：1972年 - 1976年 |